# Plumbago wissii
Plumbago wissii là một loài thực vật thuộc họ Plumbaginaceae đặc hữu của Namibia. Môi trường sống tự nhiên của chúng là vùng nhiều đá.